# Kościół św. Maksymiliana Marii Kolbego w Gnieźnie
Kościół świętego Maksymiliana Marii Kolbego w Gnieźnie – rzymskokatolicki kościół parafialny należący do parafii pod tym samym wezwaniem (dekanat gnieźnieński II archidiecezji gnieźnieńskiej). Znajduje się w gnieźnieńskim Osiedlu Tysiąclecia.
Kościół został zbudowany w latach 1974-1980 jako dom katechetyczny i mieszkalny dla parafii św. Michała Archanioła. W 1997 roku wnętrze domu zostało przebudowane dla potrzeb kultu religijnego: wyburzona została część stropu i ścian oddzielających tymczasową kaplicę od korytarzy a także wykorzystana została część zakrystii do wydzielenia nowego prezbiterium, w oknach zostały wprawione witraże zaprojektowane przez Marię Powalisz-Bardońską, zostały zamontowane: ołtarz i konfesjonały. Kościół otrzymał także nowy dzwon nazwany imieniem jego patrona – św. Maksymilian Kolbe. Świątynia została poświęcona w dniu 20 maja 1998 roku przez arcybiskupa Henryka Muszyńskiego. W 2011 roku w całym budynku została założona termoizolacja, natomiast w 2017 roku zostało zrewitalizowane bezpośrednie otoczenie kościoła. W świątyni w nabożeństwach może uczestniczyć około 300 wiernych.